# واروژان سوکیاسیان
واروژان سوکیاسیان (ارمنی: Վարուժան Սուքիասյան؛ زادهٔ ۵ اوت ۱۹۵۶) یک بازیکن فوتبال، و سرمربی اهل ارمنستان است. وی همچنین سمت مربیگری تیم ملی فوتبال ارمنستان را برعهده داشت.

## بازیکن
وی سابقه بازی در تیم باشگاهی کوتایک در کارنامه دارد.

## مربی

### آمار مربیگری
تا تاریخ match played 1۱ اکتبر ۲۰۱۶
| تیم                     | Nat      | از          | تا   | آمار | آمار | آمار  | آمار | آمار |
| تیم                     | Nat      | از          | تا   | بازی | برد  | تساوی | باخت | برد% |
| ----------------------- | -------- | ----------- | ---- | ---- | ---- | ----- | ---- | ---- |
| تیم ملی فوتبال ارمنستان | ارمنستان | ۲۰۰۰        | ۲۰۰۱ | ۰    | ۰    | ۰     | ۰    | —    |
| تیم ملی فوتبال ارمنستان | ارمنستان | دسامبر ۲۰۱۵ | ۲۰۱۶ | ۷    | ۲    | ۱     | ۴    | ۰۲۹  |